# Mortagne-sur-Sèvre (tổng)
Tổng Mortagne-sur-Sèvre là một tổng, nằm ở tỉnh la Vendée trong vùng Pays de la Loire.

## Các xã
Tổng Mortagne-sur-Sèvre bao gồm các xã sau:
- Mortagne-sur-Sèvre (thủ phủ): 5 938 người (1999)
- Chambretaud: 1 275 người (1999)
- La Gaubretière: 2 666 người (2004)
- Les Landes-Genusson: 1 986 người (1999)
- Mallièvre: 246 người (2005)
- Saint-Aubin-des-Ormeaux: rayer de la carte
- Saint-Laurent-sur-Sèvre: 3 307 người (1999)
- Saint-Malô-du-Bois: 1 189 người (1999)
- Saint-Martin-des-Tilleuls: 942 người (2009)
- Tiffauges: 1 328 người (1999)
- Treize-Vents: 955 người (2004)
- La Verrie: 3 596 người (2004)